# Лопатоноса жаба
Лопатоноса жаба (Hemisus) — єдиний рід земноводних родини Лопатоносі жаби ряду Безхвості. Має 9 видів.

## Опис
Загальна довжина представників цього роду коливається від 3 до 8 см. Особливістю цих земноводних є форма морди, що нагадує лопату з твердим й загостреним кінцем. Тулуб округлий, кулястий, товстий. Не мають груднини. Кінцівки короткі, проте масивні та потужні. Забарвлення сіре, оливкове, буре, коричневе з плямами або смугами переважно світлого кольору.

## Спосіб життя
Полюбляють савани. Завдяки своєму носові та кінцівкам здатні рити нори, де вони ховаються вдень. При цьому риють ходи, рухаючись головою уперед. Вночі полюють на безхребетних.
Це яйцекладні амфібії. Самиці відкладають яйця наприкінці сухого сезону, зариваючи їх під землю. Про пуголовків піклується самець.

## Розповсюдження
Мешкають на південь від пустелі Сахара (Африка).

## Види
- Hemisus barotseensis
- Hemisus brachydactylus
- Hemisus guineensis
- Hemisus guttatus
- Hemisus marmoratus
- Hemisus microscaphus
- Hemisus olivaceus
- Hemisus perreti
- Hemisus wittei